# إغراق معلوماتي
طفح معلوماتي أفصَح
الإغراق المعلوماتي (بالإنجليزية: Information Overload) (المعروف أيضًا باسم بدانة المعلومات أو التسمم بالمعلومات أو القلق المعلوماتي أو الانفجار المعلوماتي) هو الصعوبة في فهم قضية ما واتخاذ القرارات بفعالية عندما يكون لدى المرء الكثير من المعلومات (تي إم آي) حول هذه المسألة، وهو يرتبط عمومًا بالكمية المفرطة من المعلومات اليومية. استُخدم مصطلح «الإغراق المعلوماتي» لأول مرة في كتاب بيرترام غروس عام 1970، بعنوان إدارة المنظمات، واشتهر بسبب كتاب ألفين توفلر عام 1970 الذي حمل عنوان «صدمة المستقبل». قال سبير وآخرون في عام 1999 أنه إذا تجاوزت المدخلات قدرة المعالجة، يحدث حينها الإغراق المعلوماتي والذي من شأنه أن يقلل من جودة القرارات.
في تعريف أحدث، يركز روتزيل (2019) على الوقت والموارد. يصرح أنه عندما يُعطى صاحب القرار الكثير من المعلومات مثل التعقيد والمبلغ والتناقض، فإن جودة قراره تنخفض بسبب محدودية الموارد الشحيحة للفرد لمعالجة جميع المعلومات واتخاذ القرار الأمثل.
طفح معلوماتي ظل ظهور تكنولوجيا المعلومات الحديثة محركًا أساسيًا للإغراق المعلوماتي على جبهات متعددة مثل الكمية المنتجة وسهولة النشر واتساع نطاق الجمهور الذي تم الوصول إليه. كُثفت العوامل التكنولوجية المتواجدة منذ فترة طويلة بسبب صعود وسائل التواصل الاجتماعي واقتصاد الاهتمام مما يسهل سرقة الاهتمام. في عصر التقنيات الرقمية الرابطة أو المعلوماتية أو ثقافة الإنترنت (أو الثقافة الرقمية)، يرتبط الإغراق المعلوماتي بالتعرض المفرط والعرض المفرط للمعلومات ووفرة المدخلات للمعلومات والبيانات.

## أصل المصطلح
على الرغم من ارتباط الإغراق المعلوماتي بالثقافات والتقنيات الرقمية، وضحت آن بلير أن المصطلح نفسه يسبق التقنيات الحديثة، إذ كانت مؤشرات الإغراق المعلوماتي واضحة عندما بدأ البشر في جمع المخطوطات وجمع المعلومات وتسجيلها والحفاظ عليها. كان جورج سيمل (1858- 1918) أول علماء الاجتماع الذين يلاحظون الآثار السلبية للإغراق المعلوماتي، فقد افترض أن الحمل الزائد للأحاسيس في العالم الحضري الحديث قد تسبب في تجريد سكان المدن وتدخلهم في قدرتهم على الاستجابة لحالات جديدة. استخدم عالم النفس الاجتماعي ستانلي ميلغرام (1933- 1984) في وقت لاحق مصطلح الإغراق المعلوماتي لشرح تأثير المتفرج.
أدرك علماء النفس على مدى سنوات عديدة أن البشر يمتلكون قدرة محدودة على تخزين المعلومات الحالية في الذاكرة. كان عالم النفس جورج أرميتاج ميلر مؤثرًا جدًا في هذا الصدد، إذ أوضح أنه يمكن للناس معالجة سبع مجموعات من المعلومات في وقت واحد. يقول ميلر إنه في ظل ظروف الإغراق المعلوماتي، يصبح الناس في حيرة من أمرهم ومن الممكن لهم اتخاذ قرارات أسوأ بناء على المعلومات التي تلقوها بدلًا من اتخاذ قرارات مدروسة.
يمكن العثور على مثال مبكر للغاية عن مصطلح «الإغراق المعلوماتي» في مقال كتبه يعقوب يعقوبي ودونالد سبيلر وكارول كون بيرنينغ، الذين أجروا تجربة على 192 ربة منزل قلن بأنهن يؤكدن على الفرضية القائلة بإن المزيد من المعلومات عن العلامات التجارية ستؤدي إلى ضعف عملية اتخاذ القرار.

قدم ديدرو قبل وقت طويل هذا المفهوم على الرغم من أنه لم يندرج تحت مصطلح «الإغراق المعلوماتي»:
وما دامت القرون مستمرة في المضي، فإن عدد الكتب سيزداد باستمرار، وبوسع المرء أن يتنبأ بأنه سيأتي وقت يكون فيه تعلم أي شيء من الكتب على نفس القدر من صعوبة تعلمها من الدراسة المباشرة للكون بأكمله. سيكون من المناسب قليلًا البحث عن القليل من الحقيقة المخفية في الطبيعة بقدر ما يمكن العثور عليها مخفية في مجلدات متراصة.

             -دينيس ديدرو، «إنسكلوبيدي» (1755).
تطور مصطلح «الإغراق المعلوماتي» إلى عبارات مثل «تخمة المعلومات» و«ضباب المعلومات» و«تخمة البيانات» (ضباب البيانات، شينك، 199).
علق كازي موستاك غاوزول هوك في موجزه، أن الناس غالبًا ما يواجهون «تخمة المعلومات» كلما صارعوا في تحديد مكان المعلومات من المصادر المطبوعة أو الإلكترونية أو الرقمية. ما كان سابقًا مجرد مصطلح في علم النفس المعرفي، تطور إلى استعارة غنية تُستخدم خارج الأوساط الأكاديمية.

## لمحة تاريخية

### التاريخ المبكر
وُثق الإغراق المعلوماتي طوال الفترات التي زاد فيها التقدم في التكنولوجيا من إنتاج المعلومات. في وقت مبكر من القرن الثالث أو الرابع قبل الميلاد، قابل الناس الإغراق المعلوماتي بالرفض. في تلك الفترة، وفي سفر الجامعة مقطع 12:12، كشف عن تعليق الكاتب بأنه «لا يوجد نهاية لصناعة الكتب» وفي القرن الأول الميلادي، علق سينيكا الأكبر بأن «وفرة الكتب هي عبارة عن إلهاء». علق الدومينيكاني فينست من نبوفيس أيضًا على طوفان المعلومات إذ ذكر «كثرة الكتب وضيق الوقت والطبيعة الزلقة للذاكرة». ذُكرت أيضًا شكاوى مماثلة حول نمو الكتب في الصين. كان هناك أيضًا المتحمسون للمعلومات. تأسست مكتبة الإسكندرية منذ نحو القرن الثالث قبل الميلاد أو روما من القرن الأول، والتي قدمت أعمال الحفاظ على الآثار التاريخية. أنشأت المتاحف والمكتبات أسسًا عالمية للحفاظ على الماضي من أجل المستقبل، ولكن مثل الكثير من الكتب، مُنحت المكتبات وصولًا محدودًا.

### عصر النهضة
لطالما كان لدى إنسانيي عصر النهضة رغبة في الحفاظ على كتاباتهم وملاحظاتهم، لكنهم تمكنوا فقط من تسجيل النصوص القديمة بخط اليد لأن الكتب كانت مكلفة ولم يتمكن سوى الأثرياء والمثقفين تحمل نفقاتها. تعرض البشر للإغراق المعلوماتي من خلال نسخ المخطوطات القديمة بشكل مفرط وتكرار القطع الأثرية وخلق مكتبات ومتاحف صمدت حتى الوقت الراهن. نحو عام 1453 ميلادي، اخترع يوهانس غوتينبرغ آلة الطباعة مما مثل فترة أخرى من انتشار المعلومات. ونتيجة لانخفاض تكاليف الإنتاج، توفرت المواد المطبوعة التي تتراوح بين الكتيبات والمخطوطات والكتب للإنسان العادي.
بدأ تقديم الطباعة الضخمة لأوروبا الغربية بعد اختراع غوتنبرغ. جرب الأثرياء في غالب الأمر الإغراق المعلوماتي، إلا أن الكتب المطبوعة أصبحت متداولة ومتاحة بتكلفة أقل ووقت أسرع، مما سمح للمثقفين بشرائها. أصبحت المعلومات قابلة للتسجيل بخط اليد، وأصبح بالإمكان حفظها بسهولة للمستقبل مع سهولة الوصول إليها. شهدت هذه الحقبة فترة أُنشئت فيها أساليب مبتكرة لممارسة تراكم المعلومات. بصرف النظر عن طباعة الكتب وتسجيل المقاطع، قُدمت المعلومات والفهارس الأبجدية، مما أتاح للأشخاص حفظ ووضع إشارة مرجعية للمعلومات من أجل استرجاعها. وسمت هذه الممارسات الأعمال الحالية ولمستقبلية لمعالجة المعلومات.
علق العالم السويسري كونراد جينسر على العدد المتزايد من المكتبات والكتب المطبوعة، وكان على الأرجح أول أكاديمية ناقش عواقب الإغراق المعلوماتي، إذ لاحظ كيف أصبحت المعلومات «خارجة عن السيطرة» بعد إنشاء الطباعة.
يلاحظ بلير أنه في حين ابتهاج العلماء بعدد الكتب المتاحة لهم، عانوا في وقت لاحق من الإجهاد من كمية المعلومات المفرطة التي كانت متاحة بسهولة ومكتظة. اشتكى العلماء من وفرة المعلومات لأسباب متنوعة، مثل انخفاض جودة النص إذ هرعت الطابعات لطباعة المخطوطات وتوفير معلومات جديدة مشتتة وصعبة الإدارة.